# Siólib
Siólib (en rus: Сёльыб) és un poble de la República de Komi, a Rússia, segons el cens del 2010 tenia 194 habitants.